# 觀音靈感真言
《觀音靈感真言》，又稱《觀音菩薩救苦心咒》，是觀世音菩薩的咒語，為漢傳佛教十小咒之一，常在早課或晚課中誦唸。可能是在元朝至明朝之際譯出，其譯者與出處不可考，最早可追溯至明朝《嘉興藏》《諸經日誦集要》，如蕅益智旭等僧侶，皆以誦唸這些咒語作為修行的一部份。經過雲棲株宏與蕅益智旭編輯推廣後，隨後也被收錄到《禪門日誦》與民國時期《佛門必備課誦本》等誦本中，盛行於禪宗與淨土宗信眾之中。
觀音靈感真言前半為六字大明咒，學者林光明等曾對後段咒語，提出可能的對應梵語原義。

## 概要
大智發於心，於心無所尋，成就一切義，無古亦無今。觀音偈或自嚴尊者行化偈。

## 外部連結
- 《諸經日誦》卷下 （页面存档备份，存于）